# Бурбон, Анна-Елизавета де
Анна-Елизавета де Бурбон (фр. Anne-Élisabeth de France; 18 ноября 1662, Лувр, Париж — 30 декабря 1662, там же) — французская принцесса. Первая дочь короля Франции и Наварры Людовика XIV и Марии Терезии Испанской.

## Биография
Анна-Елизавета была названа в честь её бабушек королевы Франции Анны Австрийской и королевы Испании Изабеллы Французской. Как дочь короля Франции при рождении получила титул Её Королевского Высочества.
Принцесса умерла от воспаления лёгких 30 декабря 1662 года, прожив немногим более одного месяца.
На время смерти и похорон дочери Людовик XIV оставил свою фаворитку Луизу де Лавальер. Смерть Анны-Елизаветы позволила на короткое время сблизиться её венценосным родителям. Но, как было принято в то время, оплакивание умершего в колыбели ребёнка было непродолжительным, и принцесса вскоре была забыта.
Анна-Елизавета де Бурбон была похоронена в Королевском аббатстве Сен-Дени в пригороде столицы .

## Образ в искусстве
Лишь в 1670 году французский художник Жан Нокре написал картину, на которой были изображены умершие в младенчестве две дочери короля Людовика XIV: Анна-Елизавета и Мария-Анна (16 ноября 1664 — 26 декабря 1664).